# Односи Црне Горе и Босне и Херцеговине
Односи Црне Горе и Босне и Херцеговине су инострани односи Црне Горе и Босне и Херцеговине.

## Билатерални односи
Босна и Херцеговина је званично признала Црну Гору 21. јуна 2006. године. Дипломатски односи између двије државе су успостављени 14. септембра 2006. године.
Предсједавајући Предсједништва Босне и Херцеговине Небојша Радмановић боравио је у званичној посјети Црној Гори 10. априла 2007. године.
Предсједавајући Предсједништва Босне и Херцеговине Жељко Комшић учинио је званичну посјету Црној Гори 10. децембра 2007. године и том приликом свечано отворио Амбасаду БиХ у Црној Гори.
Предсједник Владе Црне Горе Мило Ђукановић боравио је у званичној посјети БиХ 1. децембра 2008. године.
Предсједник Црне Горе Филип Вујановић боравио је у званичној посјети БиХ од 22. до 23. маја 2009. године.
Предсједавајући Предсједништва БиХ Бакир Изетбеговић боравио је у званичној посјети Црној Гори 23-24. октобра 2012, којом приликом је имао сусрете са предсједником Црне Горе Ф. Вујановићем, тадашњим предсједником Владе И. Лукшићем и предсједником Скупштине Р. Кривокапићем.
Предсједавајући Вијећа министара БиХ Вјекослав Беванда боравио је у званичној посјети Црној Гори 26. фебруара 2013. којом приликом је имао сусрете са предсједником Владе Црне Горе, М. Ђукановићем, предсједником Црне Горе Ф. Вујановићем и предсједником Скупштине Р. Кривокапићем.

### Економски односи
Укупна робна размјена између двије земље у 2012. износила је 150,6 милиона еура, од чега је увоз био 123,2 милиона еура, а извоз 27,4 милиона еура.
Укупна робна размјена између двије земље у 2011. години износила је 161,1 милион еура, од чега је увоз био 138,7 милиона еура, а извоз 22,4 милиона еура.
Укупна робна размјена између двије земље у 2010. години износила је 507,1 милион еура, од чега је увоз био 432,2 милиона еура, а извоз 74,9 милиона еура.
Укупна робна размјена између двије земље у 2009. износила је 133,8 милиона еура, од чега је извоз износио 18,8 милиона еура, а увоз 115 милиона еура.

#### Туризам
- У 2012. години у Црној Гори је боравило 95 271 туриста из Босне и Херцеговине, који су остварили 679 317 ноћења.
- У 2011. години у Црној Гори боравило је 97 497 туриста из Босне и Херцеговине, који су остварили 750 341 ноћења.
- У 2010. години у Црној Гори боравило је 103 025 туриста из Босне и Херцеговине, који су остварили 731 633 ноћења.
- У 2009. години у Црној Гори боравило је 101 874 туриста из Босне и Херцеговине који су остварили 778 439 ноћења. Туристи из БиХ су били трећи по бројности у Црној Гори у 2009. и чинили су 9,8% од укупног броја туриста.[2]

### Дипломатски представници

#### У Сарајеву
- Милан Лакић, амбасадор[3]
- Драган Ђуровић, амбасадор, 2010. -
- Рамиз Башић, амбасадор, 2006. - 2010.[1]

#### У Подгорици
- Ђорђе Латиновић, амбасадор[4]
- Измир Талић, амбасадор, 2011. -
- Бранимир Јукић, амбасадор, 2007. - 2010.

Амбасада БиХ у Црној Гори свечано је отворена 10. децембра 2007. године приликом посјете предсједавајућег Предсједништва БиХ, Жељка Комшића.